# Pierre-Philippe Niocel
 (juillet 2023).
Si vous disposez d'ouvrages ou d'articles de référence ou si vous connaissez des sites web de qualité traitant du thème abordé ici, merci de compléter l'article en donnant les références utiles à sa vérifiabilité et en les liant à la section « Notes et références ».
Pierre-Philippe Niocel est un instituteur et érudit périgourdin né en 1833 et décédé en 1909.
Il écrit deux ouvrages de mathématiques destinés aux écoles rurales et classes d'adultes qui, publiés chez Larousse et Boyer, connaissent un grand succès en France à la fin du Second Empire.
Il a laissé aussi un manuscrit intitulé La Médecine par les Plantes. Il était également officier d'Académie, chevalier du Mérite agricole et membre de la Société d'agriculture, des sciences et arts de la Dordogne.

## Instituteur sous le Second Empire
Né à Vieux-Mareuil (Dordogne) le 7 février 1833 dans une famille de marchands drapiers, Pierre-Philippe Niocel, fils de Jean Niocel et de Sicarie Ducher, s'oriente très jeune vers l'enseignement et devient instituteur à Piégut-Pluviers de 1859 à 1878 tout en assurant le secrétariat de la mairie, puis à Sourzac.
En 1860, Pierre-Philippe épouse Radegonde-Anna Boulestin issue d'une vieille famille commerçante de Piégut. Ils auront trois filles : Hortense, Marie et Philippine qui deviennent toutes institutrices.

## Auteur de deux ouvrages de mathématiques
Son goût pour la pédagogie et sa passion pour les mathématiques l'incitent à rédiger un ouvrage intitulé Le Calcul des écoles rurales et des classes d'adultes ou Problèmes sur l'agriculture, l'économie domestique, l'économie rurale, l'industrie...
Ce livre dit de l'élève est édité par Larousse et Boyer en 1866.
L'année suivante, en 1867, les Éditions Larousse publient le second ouvrage de Pierre-Philippe Niocel, complément indispensable du premier puisqu'il s'agissait du Livre du Maître.
Ces deux manuels proposent un résumé des connaissances générales en matière de calcul ainsi que 743 exercices et leurs solutions. Devant le succès rencontré, une deuxième édition est lancée par Larousse en 1872.
Membre de la Société d'agriculture de la Dordogne, Pierre-Philippe Niocel s'intéresse aussi aux nouvelles techniques agricoles et présente plusieurs communications dont certaines seront publiées.
En 1868, la société d'Agriculture de Dordogne lui décerne deux médailles de bronze pour ses enseignements agricoles et l'exposition de produits au concours départemental.
Bonapartiste, ses idées politiques l'obligent à quitter l'enseignement après 1879 alors qu'il vient de recevoir la médaille de bronze du comice agricole de Mussidan pour son remarquable herbier. Il devient alors chef de service à la Trésorerie générale de Périgueux.

## De la botanique à la médecine par les plantes
Il consacre désormais ses loisirs à la rédaction d'un ouvrage qu'il intitule La Médecine par les plantes. Ce long travail, fruit d'années d'expériences personnelles, propose de traiter tous les maux avec les herbes que Pierre-Philippe Niocel rassemble et conserve dans un magnifique herbier riche de plus de mille planches. De sa fine écriture, il rédige également le Calendrier des plantes, longue liste des fleurs, herbes ou plantes qui chaque mois viennent couvrir bois, prairies ou jardins.
Homme savant et éclairé, il s'entoure d'une riche bibliothèque, se laisse aller à la poésie et à la musique et se passionne pour l'astronomie en dessinant des cartes du ciel près d'Émile, le chat qu'il affectionne.
Sa vie s'achève le 10 janvier 1909 dans sa maison de Périgueux, au pied de la cathédrale Saint-Front face à l'Isle.
Pierre-Philippe Niocel repose auprès de son épouse, décédée en 1916, au cimetière Saint-Georges de Périgueux.
Leur petit-fils, Jean-Georges Villepontoux, est au XXe siècle l'une des grandes figures de la Banque de France.

## Distinctions
- Officier d'académie
- Chevalier de l'ordre du Mérite agricole